# Polytocus spinicosta
Polytocus spinicosta is een vliegensoort uit de familie van de Helosciomyzidae. De wetenschappelijke naam van de soort is voor het eerst geldig gepubliceerd in 1909 door Lamb.